# Muhovo
Muhovo (cyr. Мухово) – wieś w Serbii, w okręgu raskim, w mieście Novi Pazar. W 2011 roku liczyła 705 mieszkańców.